# Caffaro
Der Caffaro ([ˈkafːaro]) ist ein Fluss in den Alpen und ein Nebenfluss des Chiese. Sein Tal nennt man das Valle del Caffaro.
Der Caffaro entspringt im Adamellomassiv in der Nähe der Grenze zwischen den Provinzen Brescia und Trient am Monte Listino. Von zahlreichen Gebirgsbächen gespeist, mündet und verlässt er den Bergsee Laghetto Dasaré, passiert die historische Stadt Bagolino, und mündet nach etwa 40 km zwischen Ponte Caffaro (gehört zur Gemeinde Bagolino) und Lodrone als Grenzfluss der oben angeführten Provinzen und den jeweiligen Regionen in den Chiese, kurz vor dessen Mündung in den Idrosee. Er hat jetzt einen Höhenunterschied von etwa 2200 m hinter sich.
Seite an Seite mit dem Fluss schlängelt sich die (Strada Provinciale) SP669 bergauf bis zur Malga Gaver (Berghütte). Dort macht die Straße einen Knick nach Westen und führt über den Passo di Croce Domini (1892 m s.l.m.) ins benachbarte Tal des Oglio, der durch den Iseosee fließt.